# Turó de Sant Jaume (Pacs del Penedès)
El Turó de Sant Jaume és una muntanya de 294 metres que es troba al municipi de Pacs del Penedès, a la comarca de l'Alt Penedès.